# 混種魔獸
混種魔獸（英語：Trivium）是一支來自於美國佛羅里達州的重金屬樂隊，成立於2000年。
專輯「Vengeance falls」在2013年10月9日(日本)、10月14日(英國)、10月15日(美國)分別發行。